# Fenomen
Un fenomen (del llatí tardà phaenomenon, "aparença", del grec antic φαινόμενον phainómenon, "cosa que apareix a la vista", participi mitjà present neutre de φαίνω phaínō, "jo mostro") és un esdeveniment observable. El terme va adquirir en el seu ús filosòfic modern a través d'Immanuel Kant, que el va contrastar amb el noümen, que no es pot observar directament. En aquesta part de la seva filosofia, en què fenomen i noúmen serveixen com a termes tècnics interrelacionats Kant va estar molt influenciat per Gottfried Wilhelm Leibniz. Molt abans d'això, però, l'antic filòsof pirronista grec Sext Empíric també va utilitzar fenomen i noumen com a termes tècnics interrelacionats.
Des dels inicis de la filosofia s'ha entès que el coneixement que ofereixen els sentits, o experiència, pot ser limitat, ja que mostren i alhora oculten la realitat de les coses. Segons Kant, el fenomen constitueix el món tal com el percebem, oposant-se al món tal com és independentment de la nostra experiència, que Kant anomena la cosa en si mateixa (en alemany Ding an sich). Segons Kant, l'ésser humà no pot conèixer les "coses en si", sinó únicament les que experimenta o nota.

## Ús comú
En un sentit general, un fenomen és un fet o situació que s'observa que existeix o succeeix, especialment aquell del que se'n qüestiona la causa o l'explicació. En l'ús popular del català i altres llengües, parlar d'un fenomen sovint fa referència a un esdeveniment o persona extraordinari, inusual o notable, prenent un sentit molt més restrictiu que el del concepte original, que es refereix a qualsevol observació feta amb els sentits.

## Filosofia
En l'ús filosòfic modern, el terme fenomen significa les coses tal com són experimentades a través dels sentits i processades per la ment a diferència de les coses en si mateixes (noümena). En la seva dissertació inaugural, titulada Sobre la forma i els principis del món sensible i intel·ligible (1770), Kant teoritza que la ment humana està restringida al món lògic i, per tant, només pot interpretar i comprendre els fets segons el seu aspecte físic. Va argumentar que els humans només podien inferir tant com ho permetien els seus sentits, però no experimentar l'objecte real en si.